# リディア・メンドーサ
リディア・メンドーサ（Lydia Mendoza, 1916年5月21日 - 2007年12月20日）
は、アメリカ合衆国テキサス州中部や南部に住むメキシコ系米国人の
様々なフォーク系やポップ系の音楽ジャンルであるテハノ・ミュージック
における初にして最大のスターで、
12弦ギターをかき鳴らして歌う歌声から
「（メキシコ・アメリカ合衆国間の物理的・人種的）境界のヒバリ」（La Alondra de la Frontera／ラ・アロンドゥラ・デ・ラ・フロンテーラ／The Lark of the Border）と呼ばれたメキシコ系アメリカ人女性歌手、ギタリスト。
1940年代から1950年代にかけ、テキサス州を中心に全米でセンセーションを巻き起こした、メキシコ系米国人初のスーパースター歌手。
最も有名な代表曲はタンゴ曲、Mal Hombre （マル・オンブレ／Evil Man／悪い男）で、60年間に渡り歌い続けた。

## 来歴
1916年5月21日、テキサス州ヒューストンで音楽一家に生まれ、メキシコのモンテレイで育った。
ヒューストンで生まれた時、一家はメキシコ革命の戦禍を逃れて、多くのメキシコ人同様にアメリカ合衆国側に避難していた時であった。
幼少期から家族達の見よう見真似で音楽を奏で始め、また母から歌とギターを学び、
更にはヴァイオリンやマンドリンなども弾いたが、最終的には、
12弦ギターが、リディア・メンドーサを象徴する楽器となった。
11歳になる頃には既に、一家の音楽バンドで、
レストランや街頭、散髪屋や祝祭日イベント等で、ギターを弾き歌う、という生活を送っていた。
1928年、一家の音楽バンドは、テキサス州サンアントニオのレコードレーベルと契約しレコーディングを行った。
当時はまだ、一家は音楽活動だけでなく、農場での出稼ぎ労働等もしながら、の生活であった。
その後、1930年代になり、一家は再度サンアントニオに戻り、定期的に町の市場で演奏するようになり、
更に、当時サンアントニオ唯一のスペイン語ラジオ番組にリディア・メンドーサが出演し歌ったことで一気に注目を集めた。
1934年、リディア・メンドーサはブルーバード・レコードと契約しレコーディングを行い、2ヵ月後に発売されたMal Hombre が（アメリカ側とメキシコ側の両方で）一躍大ヒットしたことで、公演やレコーディングの仕事が殺到するようになった。
当時は、バンドのメンバーとしてでなく、一人でギターを弾き一人で歌うという、
メキシコ人女性のソロ・パフォーマーが稀な存在であったこと、
そして、音楽の実力以外の要素としても、
当時社会的には苦しい立場、低い生活水準の生活を送っていた多くのメキシコ系アメリカ人の中から生まれた歌手である、
という、貧民を代表する歌手、として広く認知され支持を集めていたが、
リディア・メンドーサが大スターとなった一番の理由は、どんな曲を歌っても内面的実感を伴い聴衆の心に響く彼女の歌い方にあった。

1982年、アメリカ合衆国版人間国宝とも言えるナショナル・ヘリテージ・フェローシップを受賞。同時に同賞を授与された初のテキサス州の人物となった。
1988年、脳梗塞に倒れ、レコーディング等の音楽活動の第一線からは退く。
1999年、ナショナル・メダル・オブ・アーツ（全米芸術勲章）（英語: National Medal of Arts）を受賞。
2007年12月20日、テキサス州サンアントニオで死去。91歳没。

## 死後の評価
2010年5月、NPRは、
その年の特別企画「50 great voices」において、
同時代や後のミュージシャンに多大な影響を与えた偉大な歌声の一人として、
リディア・メンドーサを選定した。
2013年5月、アメリカ合衆国郵便公社は、
テハノ音楽の先駆者リディア・メンドーサに敬意を表し、
記念切手ミュージック・アイコン・シリーズの第1弾として彼女の記念切手を発売した。

## 主なディスコグラフィ
- Mal Hombre (1934)[1][2][3][4][5]
- La Valentina [4]
- Angel de Mis Anhelos [4]